# Digital Reality
Digital Reality (precedentemente Amnesty Design) è stata un'azienda ungherese sviluppatrice di videogiochi con sede a Budapest. Era stata fondata nel 1991 come Amnesty Design, iniziando a lavorare sul videogioco Reunion, pubblicato nel 1994 da Grandslam Video per Amiga e MS-DOS. Nel 1997, in vista della pubblicazione di Imperium Galactica, cambiò il suo nome in Digital Reality. Nei successivi 10 anni realizzò giochi che ebbero un'accoglienza positiva, tra cui Haegemonia: Legions of Iron, Platoon, SkyDrift e Afrika Korps vs. Desert Rats.
Nel 2006 Digital Reality aprì uno studio sussidiario, la Whiz Software, in cooperazione con CDV Software; successivamente, nel 2011, entrambe diedero vita ad uno spin-off per la distribuzione digitale, la Digital Reality Publishing, ma alla fine nel 2013 Digital Reality venne chiusa. Il 2 febbraio 2016, la casa editrice di videogiochi austriaca Nordic Games annunciò che avevano rilevato una vasta gamma di proprietà intellettuali appartenute in passato a Digital Reality, tra cui i videogiochi Black Knight Sword, Imperium Galactica e Sine Mora.

## Videogiochi sviluppati
| Anno | Titolo                           | Editore                                 | Piattaforma                                                        |
| ---- | -------------------------------- | --------------------------------------- | ------------------------------------------------------------------ |
| 1994 | Reunion                          | Grandslam Video                         | Amiga, Microsoft Windows                                           |
| 1997 | Imperium Galactica               | GT Interactive                          | Microsoft Windows                                                  |
| 1999 | Imperium Galactica II: Alliances | GT Interactive                          | Microsoft Windows                                                  |
| 2001 | Haegemonia: Legions of Iron      | Dreamcatcher Interactive                | Microsoft Windows                                                  |
| 2002 | Platoon                          | Monte Cristo                            | Microsoft Windows                                                  |
| 2003 | Haegemonia: The Solon Heritage   | Wanadoo Edition                         | Microsoft Windows                                                  |
| 2004 | Afrika Korps vs. Desert Rats     | Monte Cristo                            | Microsoft Windows                                                  |
| 2004 | D-Day                            | Monte Cristo                            | Microsoft Windows                                                  |
| 2006 | War on Terror                    | Deep Silver                             | Microsoft Windows                                                  |
| 2007 | War Front: Turning Point         | CDV Software                            | Microsoft Windows                                                  |
| 2010 | Scarabeus: Pearls of Nile        | DR Publishing                           | iOS                                                                |
| 2010 | Liberty Wings                    | DR Publishing                           | iOS                                                                |
| 2011 | Dead Block                       | Candygun Games, DR Publishing           | Xbox 360, PlayStation 3, Microsoft Windows                         |
| 2011 | SkyDrift                         | DR Publishing                           | Xbox 360, PlayStation 3, Microsoft Windows                         |
| 2012 | Sine Mora                        | Co-prodotto con Grasshopper Manufacture | Xbox 360, PlayStation 3, PlayStation Vita, Ouya, Microsoft Windows |
| 2012 | Black Knight Sword               | Co-prodotto con Grasshopper Manufacture | PlayStation 3, Xbox 360                                            |
| 2012 | Bang Bang Racing                 | Co-prodotto con Playbox                 | PlayStation 3, Xbox 360, Microsoft Windows                         |